# NGC 5303
NGC 5303 (другие обозначения — NGC 5303A, IRAS13455+3833, UGC 8725, KCPG 397A, MCG 7-28-67, KUG 1345+385A, ZWG 218.47, ARAK 428, PGC 48917) — спиральная галактика в созвездии Гончих Псов на расстоянии около 25 Мпк. Это очень компактная, пекулярная голубая галактика с выбросами.
Этот объект входит в число перечисленных в оригинальной редакции «Нового общего каталога». Он занесён в «Новый общий каталог» два раза, с обозначениями NGC 5303 и NGC 5303A. На расстоянии 2,7′ угловых минут к югу находится спиральная галактика-компаньон, получившая в более поздних редакциях каталога обозначение NGC 5303B. Эта пара галактик физическая, они находятся близко друг к другу в пространстве, а не только в проекции на небесную сферу.
Галактика входит с обозначением Ark 428 в каталог галактик с высокой поверхностной яркостью
В 2003 году в галактике наблюдалась вспышка сверхновой типа II, получившей обозначение SN 2003ed. Её пиковая видимая звёздная величина составила 15,2m, она находилась в 3,3′′ к востоку и 4,1′′ к северу от центра галактики.
Галактика отождествляется с радиоисточником, имеющим на частоте 3,66 ГГц полуширину 47...60′′ и плотность потока около 100 мЯн. На расстоянии около 50′′ от неё найден радиоисточник с полушириной 50′′ и плотностью потока около 68 мЯн, который, вероятно, совпадает с одним из выбросов.

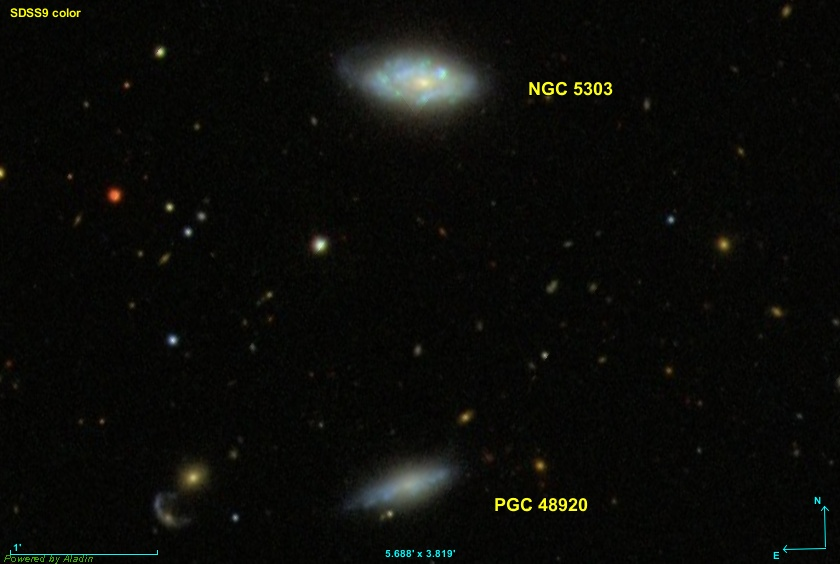
Пара галактик NGC 5303 (сверху) и NGC 5303B